# Betty Kaplan
Betty Kaplan es una directora de cine estadounidense nacida en la ciudad de Nueva York y criada en Caracas, Venezuela.
Dirigió las películas Doña Bárbara, Almost a Woman y Of Love and Shadows. Kaplan reside actualmente en Los Ángeles, California. Ella escribe, dirige y produce a menudo sus propios proyectos.
Su trabajo anterior incluye el guion y la dirección de Bolívar (1983), una miniserie para la televisión financiada por Venezolana de Televisión canal del estado venezolano, en coproducción con América Televisión Canal 4 de Perú. Dramatizando las hazañas históricas de Simón Bolívar en su lucha por liberar a Sudamérica del Imperio español.
También dirigió Caminos que andan, una serie de documentales dramáticos (14) sobre las vidas de los escritores latinoamericanos, rodados en Francia, España, Venezuela, Perú, Inglaterra y Nicaragua para la televisión nacional de Venezuela.
En Of Love and Shadows, una adaptación de la novela De amor y de sombra de la escritora chilena Isabel Allende, Kaplan dio al actor español Antonio Banderas su primer papel protagónico en una película en idioma inglés; y se le da el crédito de introducir a Banderas en el mundo de Hollywood. 
Actualmente trabaja en el proyecto de El Número Uno, una película dedicada a la fascinante historia y la trágica muerte del personaje número uno de la televisión venezolana; Renny Ottolina. Renny fue un presentador de la televisión local que adquirió bastante fama debido a su mordaz crítica a la política nacional. Deja la televisión y se dedica a la política para ser postulado como presidente de la República, pero poco tiempo después de esto muere en extrañas circunstancias en un viaje en avioneta, lo que ha iniciado desde entonces una serie de teorías acerca de un supuesto asesinato.